# Badminton-Mannschaftsozeanienmeisterschaft 2018
Die Badminton-Mannschaftsozeanienmeisterschaft 2018 fand vom 6. bis zum 7. Februar 2018 in Hamilton statt. Es wurde jeweils ein Wettbewerb für Herren- und Damenteams ausgetragen.

## Herrenteams

### Endstand
| Platz | Team       | Starter |
| ----- | ---------- | --- |
|       | Australien | Matthew Chau, Ashwant Gobinathan, Anthony Joe, Low Pit Seng, Robin Middleton, Jacob Schueler, Sawan Serasinghe, Ross Smith, Raymond Tam, Eric Vuong            |
|       | Neuseeland | Jonathan Curtin, Kevin Dennerly-Minturn, Michael Fowke, Oscar Guo, Edward Lau, Oliver Leydon-Davis, Abhinav Manota, Dhanny Oud, Maika Phillips, Dylan Soedjasa |
|       | Tahiti     | Louis Beaubois, Quentin Bernaix, Tarepa Bourgery, Leo Cucuel, Heinoa Deane, Rauhiri Goguenheim, Steven Lesourd, Teiva Politi, Remi Rossi, Greig Teriitanoa     |
| 4     | Fidschi    | Ahmad Ali, Martin Feussner, Liam Fong, Leon Jang, Kim Chang Ho, Afatareki Mckenzie, Burty Molia, Maxie Andrew Wong                                             |

### Ergebnisse
| Platz | Team       | Pld | W | L | PW | PL | Q |
| ----- | ---------- | --- | - | - | -- | -- | - |
| 1     | Australien | 3   | 3 | 0 | 12 | 3  | Q |
| 2     | Neuseeland | 3   | 2 | 1 | 11 | 4  |   |
| 3     | Tahiti     | 3   | 1 | 2 | 6  | 9  |   |
| 4     | Fidschi    | 3   | 0 | 3 | 1  | 14 |   |

## Damenteams

### Endstand
| Platz | Team       | Starter |
| ----- | ---------- | --- |
|       | Australien | Wendy Chen, Leanne Choo, Joy Lai, Louisa Ma, Setyana Mapasa, Gronya Somerville, Jennifer Tam                                          |
|       | Neuseeland | Erena Calder-Hawkins, Sally Fu, Gaea Galvez, Susannah Leydon-Davis, Jasmin Chung Man Ng, Anona Pak, Danielle Tahuri, Justine Villegas |
|       | Fidschi    | Carline Bentley, Alissa Dean, Karyn Gibson, Chloe Kumar, Andra Whiteside, Danielle Whiteside                                          |
| 4     | Tahiti     | Ingrid Ateni, Estelle Colombies, Karine Desfour, Mi You Méissa, Nina Smits, Esther Tau                                                |

### Ergebnisse
| Platz | Team       | Pld | W | L | PW | PL | Q |
| ----- | ---------- | --- | - | - | -- | -- | - |
| 1     | Australien | 3   | 3 | 0 | 13 | 2  | Q |
| 2     | Neuseeland | 3   | 2 | 1 | 12 | 3  |   |
| 3     | Fidschi    | 3   | 1 | 2 | 5  | 10 |   |
| 4     | Tahiti     | 3   | 0 | 3 | 0  | 15 |   |